# Georg Hagström

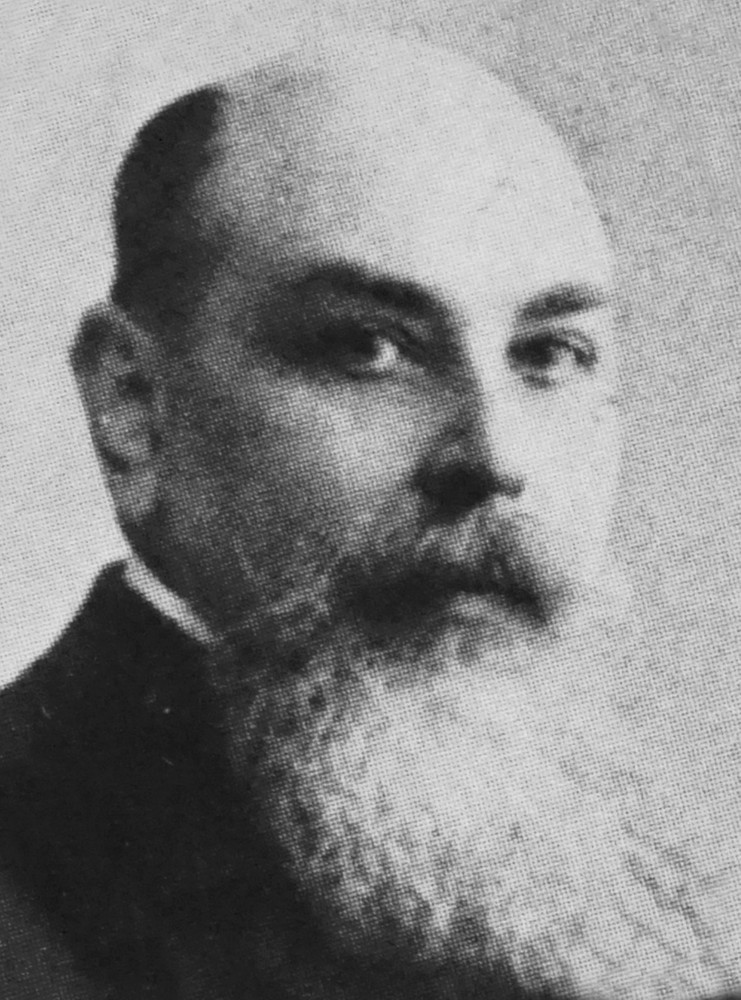
Georg Hagström.

Georg Teodor Hagström, född 18 december 1865 i Älghult, Småland, död 29 augusti 1918 i Hedvig Eleonora församling i Stockholm, var en svensk arkitekt. 

## Biografi
Hagström studerade vid Kungliga tekniska högskolan i Stockholm 1887–1891 och vid konstakademien 1887–1894  och gjorde studieresor till Tyskland och Italien 1896. Han var anställd vid Agi Lindgrens arkitektkontor 1895–1897. 
Georg Hagströms insatser är kopplade till flera större och exklusiva bostadshus i Stockholm och utfördes i samarbete med Frithiof Ekman, med vilken han drev den framgångsrika arkitektfirman Hagström & Ekman, och där han företrädesvis var ansvarig för fastigheternas planlösning. Hans arkitektfirma anlitades särskilt för monumentala bostadshus vid torg och öppna platser. De mest kända av dessa är Kvarteret Bodarna, jugendbyggnaden Strandvägen 7, Skeppsbron 18, Narvavägen 8 och Blasieholmen 51. Tidningsskribenterna kallade dem ofta "miljonpalats". Han har även ritat  Nässjö kyrka.
Hagström fann sin sista vila på Norra begravningsplatsen utanför Stockholm där han gravsattes den 3 september 1918. En son till honom var borgmästaren Bertil Hagström.

## Bilder, verk i urval
För övriga arbeten se Hagström & Ekman.

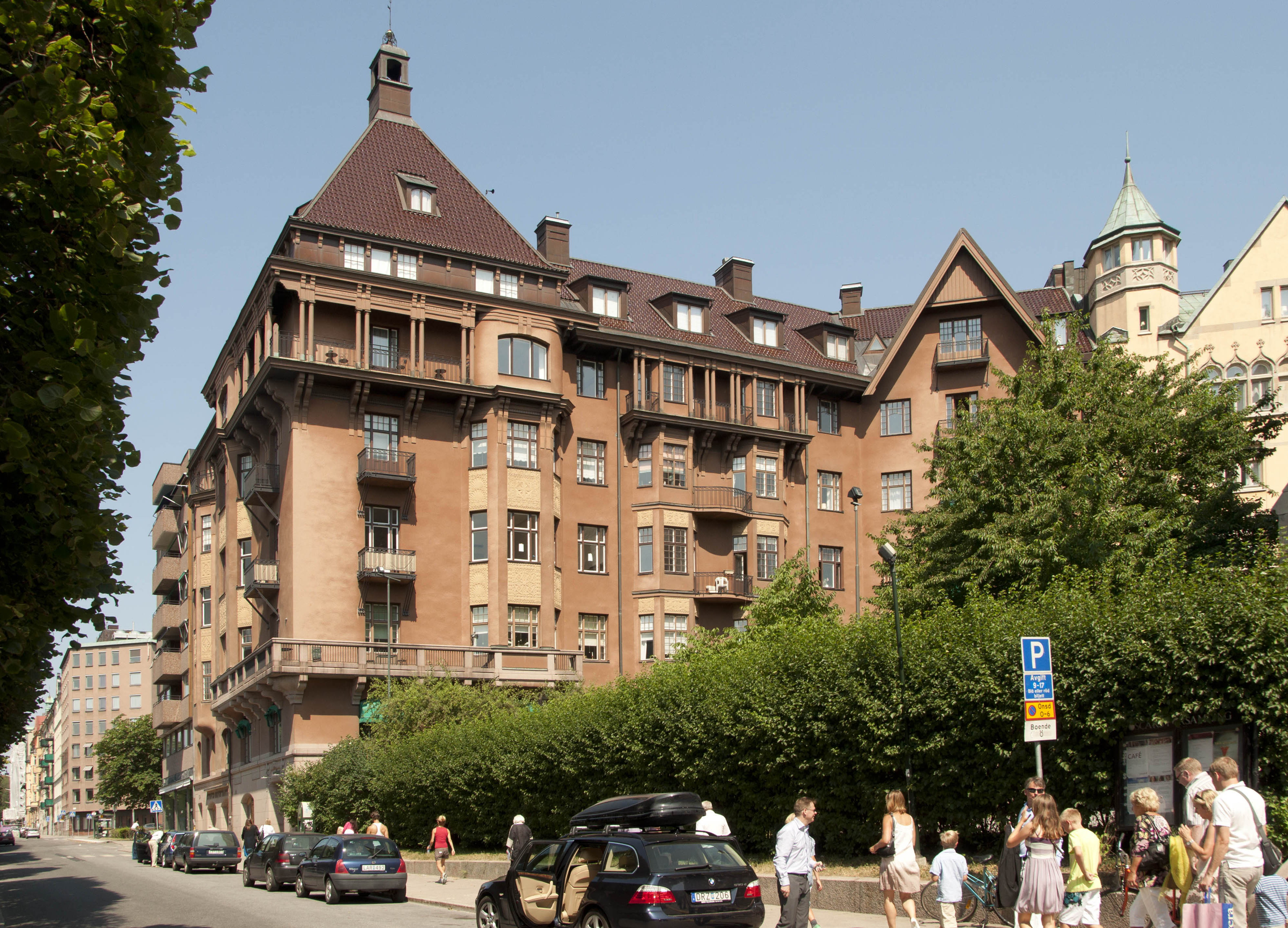
Narvavägen 8
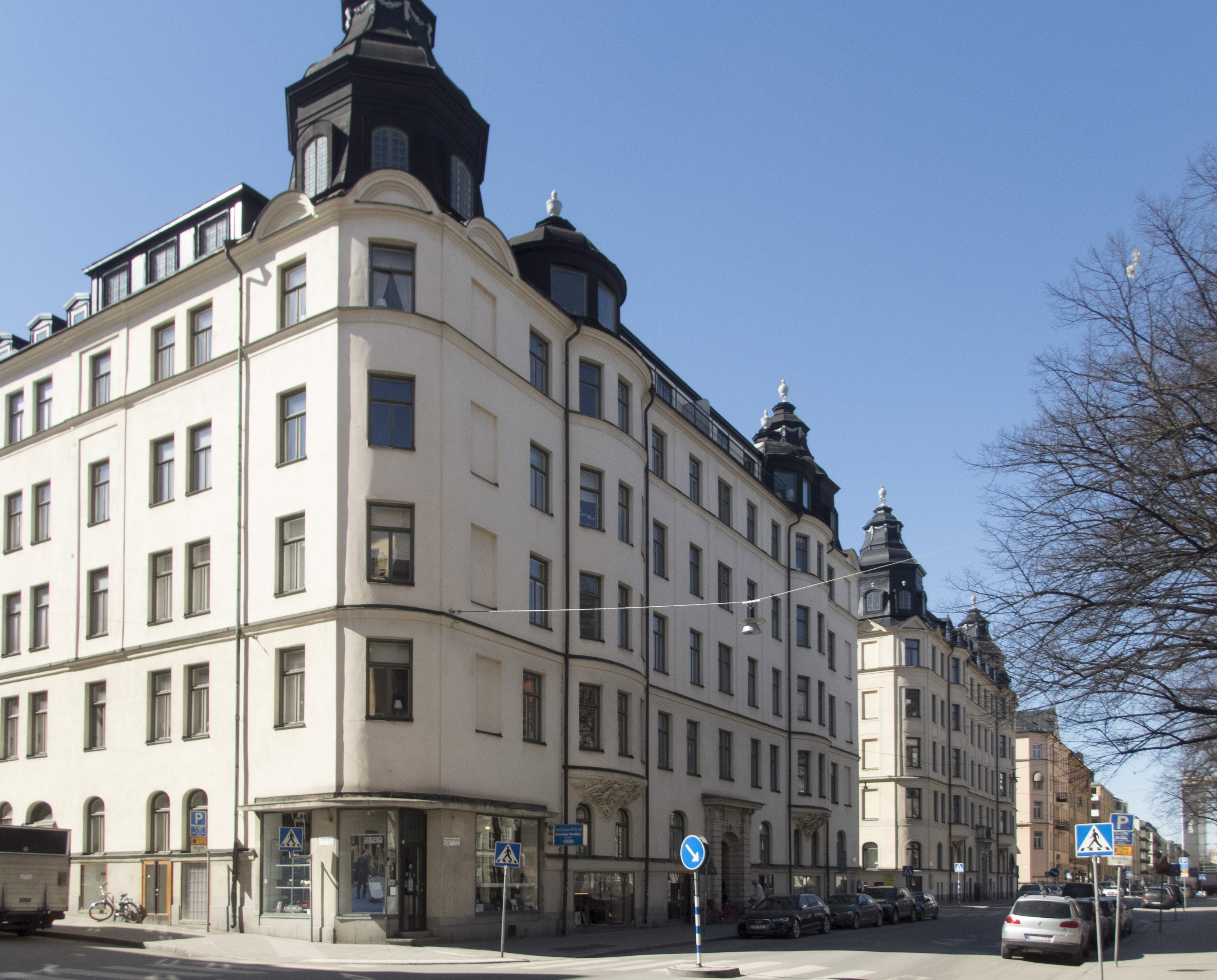
Grannarne 1
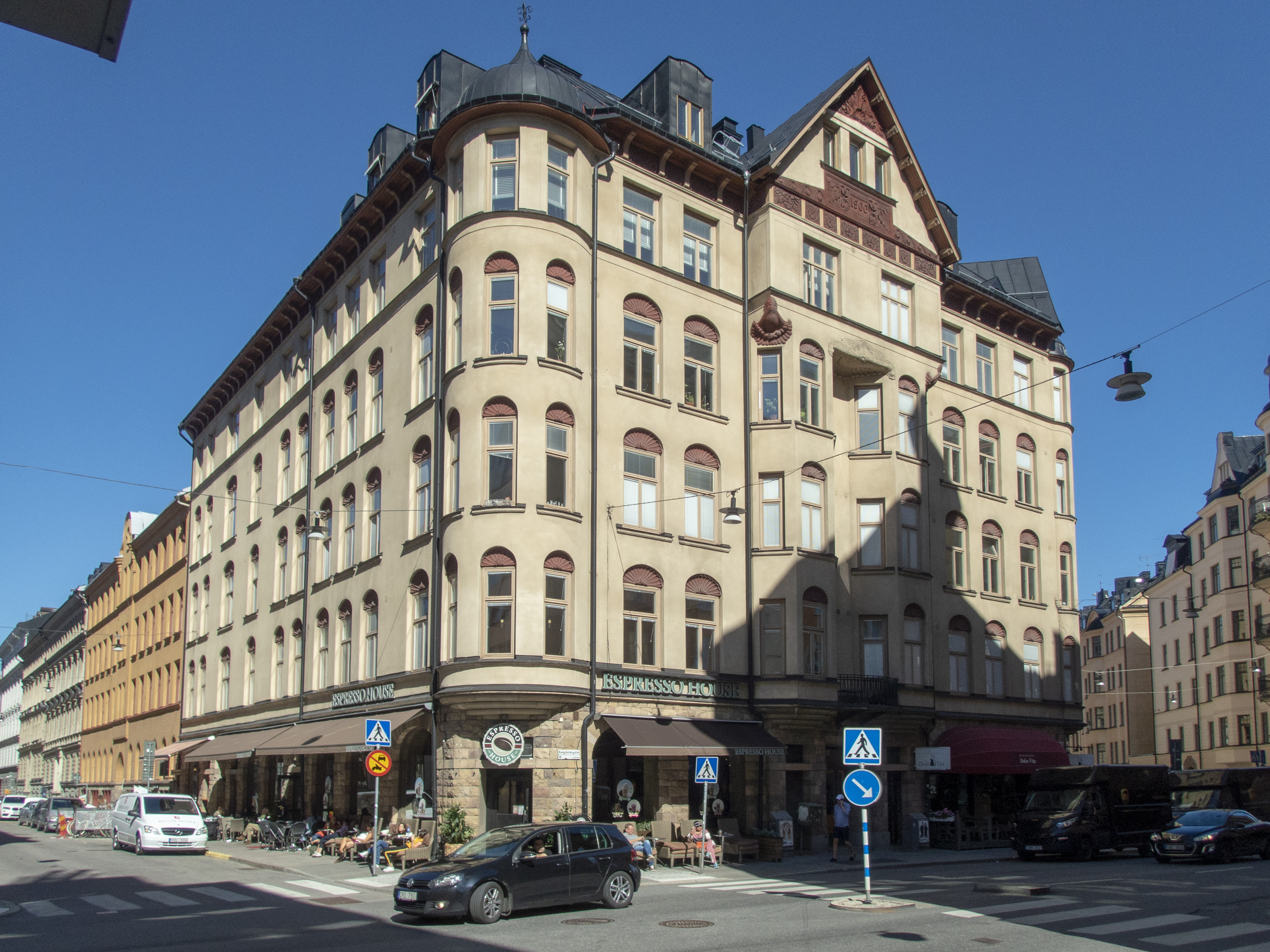
Kungsholmsgatan 16
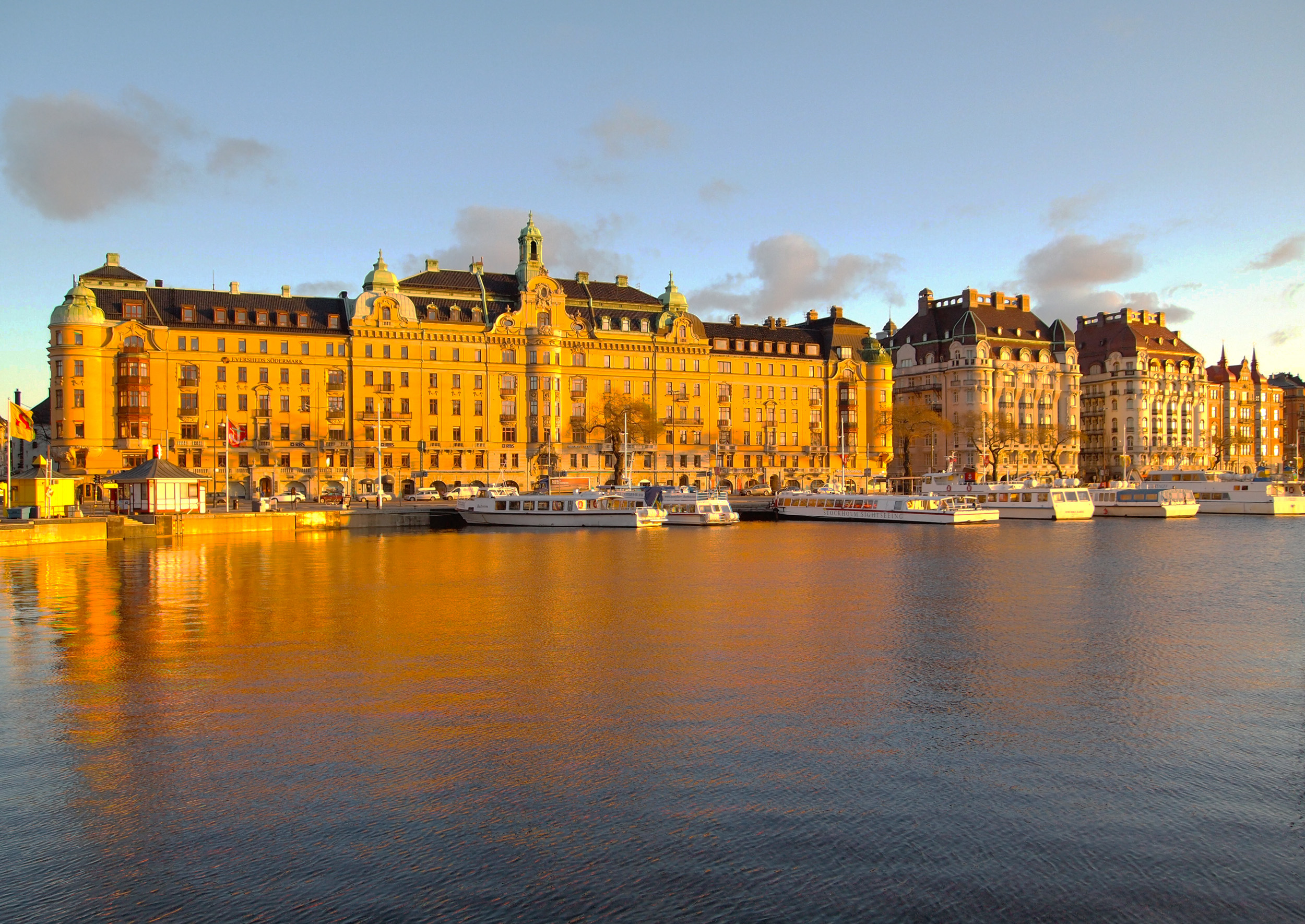
Kvarteret Bodarne och kvarteret Klippan vid Strandvägen.